# Детство и молодость Гая Юлия Цезаря

## Происхождение
Гай Юлий Цезарь происходил из древнего патрицианского рода Юлиев. Среди наиболее заметных Юлиев эпохи Ранней республики — один диктатор, один magister equitum (заместитель диктатора) и один член коллегии децемвиров, разработавших законы десяти таблиц — первоначальный вариант знаменитых законов Двенадцати таблиц. Почти все Юлии в V—IV веках до н. э. носили когномен Юл, который, вероятно, был изначально единственным в их семействе. Таким образом, семейство Юлиев играло заметную роль в римской истории в первые века существования Римской республики.
…самые учёные и образованные люди считают, что тот первый, кто был так наречён, получил это имя от названия слона (который на языке мавров называется цезай), убитого им в битве; [или] потому, что родился от мёртвой матери и был вырезан из её чрева; или потому, что он вышел из лона родительницы уже с длинными волосами; или потому, что он имел такие блестящие серо-голубые глаза, каких не бывает у людей.
Однако сам Цезарь акцентировал внимание окружающих не на своём родстве с политиками и законодателями V—IV веков до н. э., а на их легендарном происхождении от богини Венеры. Согласно этому мифу, сын троянца Энея Асканий основал в Италии Альба-Лонгу, где поселились троянские семьи. После его смерти, однако, царями Альба-Лонги становились потомки его брата Сильвия, пока римский царь Тулл Гостилий не захватил город и переселил местное население в Рим. Впрочем, эту легенду придумал и распространил не Цезарь: мифическая версия происхождения Юлиев была уже хорошо известна к 200 году до н. э. Марк Порций Катон Старший знал легенду об Аскании-Юле, хотя и с некоторыми изменениями по сравнению с её классической версией. По-видимому, к началу II века до н. э. притязания Юлиев на родство с богами были хорошо известны в среде римского нобилитета. Распространению легенды содействовали Секст и Луций Цезари, которые были монетариями в 129 и 103 годах соответственно. Они чеканили монеты, подтверждавшие притязания Юлиев на родство с Венерой.
Происхождение Юлиев Цезарей от Юлиев Юлов считается наиболее правдоподобным вариантом, но из-за полного отсутствия надёжных подтверждений эта версия остаётся лишь гипотезой. Связующим звеном между ними, вероятнее всего, является консул 267 года до н. э. Луций Юлий Либон. Достоверно неизвестно, кто первым принял когномен «Цезарь»; первым из известных является претор 208 года до н. э., упомянутый Титом Ливием.
Катон Старший также приводит версию об этимологии родового имени Юлиев. По его мнению, первый носитель этого имени Юл получил прозвище от греческого слова «ἴουλος» (пушок, первые волосы на щеках и подбородке). Этимология когномена «Caesar» достоверно неизвестна. Элий Спартиан, один из авторов жизнеописаний Августов, записал четыре версии, бытовавшие в IV веке н. э. (см. справа). 
К началу I века до н. э. в Риме были известны две ветви Юлиев Цезарей. Они находились друг с другом в достаточно близком родстве, однако различные исследователи имеют собственные версии их происхождения:
| \| \| \| \| \| \| \| \| \| \| \| \| \| \| \| \| \| \| \| \| \| \| \| \| \| \| \| <= ? => \| \| \| \| \| \| \| \| \| \| \| \| \| \| \| \| \| \| \| \| \| \| \| \| \| \| \| \| \| \| \| \| \| \| \| \| \| \| \| \| \| \| \| \| \| \| \| \| \| \| \| \| \| \| \| \| \| \| \| \| \| \| \| \| \| \| \| \| \| \| \| \| \| \| \| \| \| \| \| \| \| \| \| \| \| \| \| \| \| \| \| \| \| \| \| \| \| \| \| \| \| \| \| \| \| \| \| \| \| \| \| \| \| \| \| \| \| \| \| \| \| \| \| \| \| \| \| \| \| \| \| \| \| \| \| \| \| \| \| \| \| \| \| \| \| \| \| \| \| \| \| \| \| \| \| \| \| \| \| \| \| \| \| \| \| \| \| \| \| \| \| \| \| \| \| \| \| \| \| \| \| \| \| \| \| \| \| \| \| \| \| \| \| \| \| \| \| \| \| \| \| \| \| \| \| \| \| \| \| \| \| \| \| \| \| \| \| \| \| \| \| \| \| \| \| \| \| \| \| \| \| \| \| \| \| \| \| \| \| \| \| \| Гай Юлий Цезарь \| Гай Юлий Цезарь \| Гай Юлий Цезарь \| Гай Юлий Цезарь \| Гай Юлий Цезарь \| Гай Юлий Цезарь \| \| \| Марция \| Марция \| Марция \| Марция \| Марция \| Марция \| \| \| Гай Юлий Цезарь Страбон Вописк \| Гай Юлий Цезарь Страбон Вописк \| Гай Юлий Цезарь Страбон Вописк \| Гай Юлий Цезарь Страбон Вописк \| Гай Юлий Цезарь Страбон Вописк \| Гай Юлий Цезарь Страбон Вописк \| \| \| Луций Юлий Цезарь \| Луций Юлий Цезарь \| Луций Юлий Цезарь \| Луций Юлий Цезарь \| Луций Юлий Цезарь \| Луций Юлий Цезарь \| \| \| \| \| \| \| \| \| \| \| \| \| \| \| \| \| \| \| \| \| \| \| \| \| \| \| \| \| \| \| \| \| \| Гай Юлий Цезарь \| Гай Юлий Цезарь \| Гай Юлий Цезарь \| Гай Юлий Цезарь \| Гай Юлий Цезарь \| Гай Юлий Цезарь \| \| \| Марция \| Марция \| Марция \| Марция \| Марция \| Марция \| \| \| Гай Юлий Цезарь Страбон Вописк \| Гай Юлий Цезарь Страбон Вописк \| Гай Юлий Цезарь Страбон Вописк \| Гай Юлий Цезарь Страбон Вописк \| Гай Юлий Цезарь Страбон Вописк \| Гай Юлий Цезарь Страбон Вописк \| \| \| Луций Юлий Цезарь \| Луций Юлий Цезарь \| Луций Юлий Цезарь \| Луций Юлий Цезарь \| Луций Юлий Цезарь \| Луций Юлий Цезарь \| \| \| \| \| \| \| \| \| \| \| \| \| \| \| \| \| \| \| \| \| \| \| \| \| \| \| \| \| \| \| \| \| \| \| \| \| \| \| \| \| \| \| \| \| \| \| \| \| \| \| \| \| \| \| \| \| \| \| \| \| \| \| \| \| \| \| \| \| \| \| \| \| \| \| \| \| \| \| \| \| \| \| \| \| \| \| \| \| \| \| \| \| \| \| \| \| \| \| \| \| \| \| \| \| \| \| \| \| \| \| \| \| \| \| \| \| \| \| \| \| \| \| \| \| \| \| \| \| \| \| \| \| \| \| \| \| \| \| \| \| \| \| \| Секст Юлий Цезарь \| Секст Юлий Цезарь \| Секст Юлий Цезарь \| Секст Юлий Цезарь \| Секст Юлий Цезарь \| Секст Юлий Цезарь \| \| \| Гай Марий \| Гай Марий \| Гай Марий \| Гай Марий \| Гай Марий \| Гай Марий \| \| \| Юлия \| Юлия \| Юлия \| Юлия \| Юлия \| Юлия \| \| \| Гай Юлий Цезарь \| Гай Юлий Цезарь \| Гай Юлий Цезарь \| Гай Юлий Цезарь \| Гай Юлий Цезарь \| Гай Юлий Цезарь \| \| \| Аврелия Котта \| Аврелия Котта \| Аврелия Котта \| Аврелия Котта \| Аврелия Котта \| Аврелия Котта \| \| \| Луций Юлий Цезарь \| Луций Юлий Цезарь \| Луций Юлий Цезарь \| Луций Юлий Цезарь \| Луций Юлий Цезарь \| Луций Юлий Цезарь \| \| \| Юлия \| Юлия \| Юлия \| Юлия \| Юлия \| Юлия \| \| \| Марк Антоний Кретик \| Марк Антоний Кретик \| Марк Антоний Кретик \| Марк Антоний Кретик \| Марк Антоний Кретик \| Марк Антоний Кретик \| \| Секст Юлий Цезарь \| Секст Юлий Цезарь \| Секст Юлий Цезарь \| Секст Юлий Цезарь \| Секст Юлий Цезарь \| Секст Юлий Цезарь \| \| \| Гай Марий \| Гай Марий \| Гай Марий \| Гай Марий \| Гай Марий \| Гай Марий \| \| \| Юлия \| Юлия \| Юлия \| Юлия \| Юлия \| Юлия \| \| \| Гай Юлий Цезарь \| Гай Юлий Цезарь \| Гай Юлий Цезарь \| Гай Юлий Цезарь \| Гай Юлий Цезарь \| Гай Юлий Цезарь \| \| \| Аврелия Котта \| Аврелия Котта \| Аврелия Котта \| Аврелия Котта \| Аврелия Котта \| Аврелия Котта \| \| \| Луций Юлий Цезарь \| Луций Юлий Цезарь \| Луций Юлий Цезарь \| Луций Юлий Цезарь \| Луций Юлий Цезарь \| Луций Юлий Цезарь \| \| \| Юлия \| Юлия \| Юлия \| Юлия \| Юлия \| Юлия \| \| \| Марк Антоний Кретик \| Марк Антоний Кретик \| Марк Антоний Кретик \| Марк Антоний Кретик \| Марк Антоний Кретик \| Марк Антоний Кретик \| \| \| \| \| \| \| \| \| \| \| \| \| \| \| \| \| \| \| \| \| \| \| \| \| \| \| \| \| \| \| \| \| \| \| \| \| \| \| \| \| \| \| \| \| \| \| \| \| \| \| \| \| \| \| \| \| \| \| \| \| \| \| \| \| \| \| \| \| \| \| \| \| \| \| \| \| \| \| \| \| \| \| \| \| \| \| \| \| \| \| \| \| \| \| \| \| \| \| \| \| \| \| \| \| \| \| \| \| \| \| \| \| \| \| \| \| \| \| \| \| \| \| \| \| \| \| \| \| \| \| \| \| \| \| \| Гай Марий \| Гай Марий \| Гай Марий \| Гай Марий \| Гай Марий \| Гай Марий \| \| \| Юлия Старшая \| Юлия Старшая \| Юлия Старшая \| Юлия Старшая \| Юлия Старшая \| Юлия Старшая \| \| \| Юлия Младшая \| Юлия Младшая \| Юлия Младшая \| Юлия Младшая \| Юлия Младшая \| Юлия Младшая \| \| \| Гай Юлий Цезарь (диктатор) \| Гай Юлий Цезарь (диктатор) \| Гай Юлий Цезарь (диктатор) \| Гай Юлий Цезарь (диктатор) \| Гай Юлий Цезарь (диктатор) \| Гай Юлий Цезарь (диктатор) \| \| \| \| \| \| \| \| \| \| \| Марк Антоний (сторонник диктатора) \| Марк Антоний (сторонник диктатора) \| Марк Антоний (сторонник диктатора) \| Марк Антоний (сторонник диктатора) \| Марк Антоний (сторонник диктатора) \| Марк Антоний (сторонник диктатора) \| \| \| \| \| \| \| \| \| |                   |                   |                   |                   |                   |  |  |           |           |           |           |           |           |  |  |                 |                 |                 |                 |                 |                 |  |  |                 |                 |                 |                 |                 |                 |  |  |                                |                                |                                |                                |                                |                                |  |  |                   |                   |                   |                   |                   |                   |  |  |                                    |                                    |                                    |                                    |                                    |                                    |  |  |                     |                     |                     |                     |                     |                     |
| |                   |                   |                   |                   |                   |  |  |           |           |           |           |           |           |  |  |                 |                 |                 |                 |                 |                 |  |  |                 |                 | <= ? =>         |                 |                 |                 |  |  |                                |                                |                                |                                |                                |                                |  |  |                   |                   |                   |                   |                   |                   |  |  |                                    |                                    |                                    |                                    |                                    |                                    |  |  |                     |                     |                     |                     |                     |                     |
| |                   |                   |                   |                   |                   |  |  |           |           |           |           |           |           |  |  |                 |                 |                 |                 |                 |                 |  |  |                 |                 |                 |                 |                 |                 |  |  |                                |                                |                                |                                |                                |                                |  |  |                   |                   |                   |                   |                   |                   |  |  |                                    |                                    |                                    |                                    |                                    |                                    |  |  |                     |                     |                     |                     |                     |                     |
| |                   |                   |                   |                   |                   |  |  |           |           |           |           |           |           |  |  |                 |                 |                 |                 |                 |                 |  |  |                 |                 |                 |                 |                 |                 |  |  |                                |                                |                                |                                |                                |                                |  |  |                   |                   |                   |                   |                   |                   |  |  |                                    |                                    |                                    |                                    |                                    |                                    |  |  |                     |                     |                     |                     |                     |                     |
| |                   |                   |                   |                   |                   |  |  |           |           |           |           |           |           |  |  |                 |                 |                 |                 |                 |                 |  |  |                 |                 |                 |                 |                 |                 |  |  |                                |                                |                                |                                |                                |                                |  |  |                   |                   |                   |                   |                   |                   |  |  |                                    |                                    |                                    |                                    |                                    |                                    |  |  |                     |                     |                     |                     |                     |                     |
| |                   |                   |                   |                   |                   |  |  |           |           |           |           |           |           |  |  | Гай Юлий Цезарь | Гай Юлий Цезарь | Гай Юлий Цезарь | Гай Юлий Цезарь | Гай Юлий Цезарь | Гай Юлий Цезарь |  |  | Марция          | Марция          | Марция          | Марция          | Марция          | Марция          |  |  | Гай Юлий Цезарь Страбон Вописк | Гай Юлий Цезарь Страбон Вописк | Гай Юлий Цезарь Страбон Вописк | Гай Юлий Цезарь Страбон Вописк | Гай Юлий Цезарь Страбон Вописк | Гай Юлий Цезарь Страбон Вописк |  |  | Луций Юлий Цезарь | Луций Юлий Цезарь | Луций Юлий Цезарь | Луций Юлий Цезарь | Луций Юлий Цезарь | Луций Юлий Цезарь |  |  |                                    |                                    |                                    |                                    |                                    |                                    |  |  |                     |                     |                     |                     |                     |                     |
| |                   |                   |                   |                   |                   |  |  |           |           |           |           |           |           |  |  | Гай Юлий Цезарь | Гай Юлий Цезарь | Гай Юлий Цезарь | Гай Юлий Цезарь | Гай Юлий Цезарь | Гай Юлий Цезарь |  |  | Марция          | Марция          | Марция          | Марция          | Марция          | Марция          |  |  | Гай Юлий Цезарь Страбон Вописк | Гай Юлий Цезарь Страбон Вописк | Гай Юлий Цезарь Страбон Вописк | Гай Юлий Цезарь Страбон Вописк | Гай Юлий Цезарь Страбон Вописк | Гай Юлий Цезарь Страбон Вописк |  |  | Луций Юлий Цезарь | Луций Юлий Цезарь | Луций Юлий Цезарь | Луций Юлий Цезарь | Луций Юлий Цезарь | Луций Юлий Цезарь |  |  |                                    |                                    |                                    |                                    |                                    |                                    |  |  |                     |                     |                     |                     |                     |                     |
| |                   |                   |                   |                   |                   |  |  |           |           |           |           |           |           |  |  |                 |                 |                 |                 |                 |                 |  |  |                 |                 |                 |                 |                 |                 |  |  |                                |                                |                                |                                |                                |                                |  |  |                   |                   |                   |                   |                   |                   |  |  |                                    |                                    |                                    |                                    |                                    |                                    |  |  |                     |                     |                     |                     |                     |                     |
| |                   |                   |                   |                   |                   |  |  |           |           |           |           |           |           |  |  |                 |                 |                 |                 |                 |                 |  |  |                 |                 |                 |                 |                 |                 |  |  |                                |                                |                                |                                |                                |                                |  |  |                   |                   |                   |                   |                   |                   |  |  |                                    |                                    |                                    |                                    |                                    |                                    |  |  |                     |                     |                     |                     |                     |                     |
| Секст Юлий Цезарь | Секст Юлий Цезарь | Секст Юлий Цезарь | Секст Юлий Цезарь | Секст Юлий Цезарь | Секст Юлий Цезарь |  |  | Гай Марий | Гай Марий | Гай Марий | Гай Марий | Гай Марий | Гай Марий |  |  | Юлия            | Юлия            | Юлия            | Юлия            | Юлия            | Юлия            |  |  | Гай Юлий Цезарь | Гай Юлий Цезарь | Гай Юлий Цезарь | Гай Юлий Цезарь | Гай Юлий Цезарь | Гай Юлий Цезарь |  |  | Аврелия Котта                  | Аврелия Котта                  | Аврелия Котта                  | Аврелия Котта                  | Аврелия Котта                  | Аврелия Котта                  |  |  | Луций Юлий Цезарь | Луций Юлий Цезарь | Луций Юлий Цезарь | Луций Юлий Цезарь | Луций Юлий Цезарь | Луций Юлий Цезарь |  |  | Юлия                               | Юлия                               | Юлия                               | Юлия                               | Юлия                               | Юлия                               |  |  | Марк Антоний Кретик | Марк Антоний Кретик | Марк Антоний Кретик | Марк Антоний Кретик | Марк Антоний Кретик | Марк Антоний Кретик |
| Секст Юлий Цезарь | Секст Юлий Цезарь | Секст Юлий Цезарь | Секст Юлий Цезарь | Секст Юлий Цезарь | Секст Юлий Цезарь |  |  | Гай Марий | Гай Марий | Гай Марий | Гай Марий | Гай Марий | Гай Марий |  |  | Юлия            | Юлия            | Юлия            | Юлия            | Юлия            | Юлия            |  |  | Гай Юлий Цезарь | Гай Юлий Цезарь | Гай Юлий Цезарь | Гай Юлий Цезарь | Гай Юлий Цезарь | Гай Юлий Цезарь |  |  | Аврелия Котта                  | Аврелия Котта                  | Аврелия Котта                  | Аврелия Котта                  | Аврелия Котта                  | Аврелия Котта                  |  |  | Луций Юлий Цезарь | Луций Юлий Цезарь | Луций Юлий Цезарь | Луций Юлий Цезарь | Луций Юлий Цезарь | Луций Юлий Цезарь |  |  | Юлия                               | Юлия                               | Юлия                               | Юлия                               | Юлия                               | Юлия                               |  |  | Марк Антоний Кретик | Марк Антоний Кретик | Марк Антоний Кретик | Марк Антоний Кретик | Марк Антоний Кретик | Марк Антоний Кретик |
| |                   |                   |                   |                   |                   |  |  |           |           |           |           |           |           |  |  |                 |                 |                 |                 |                 |                 |  |  |                 |                 |                 |                 |                 |                 |  |  |                                |                                |                                |                                |                                |                                |  |  |                   |                   |                   |                   |                   |                   |  |  |                                    |                                    |                                    |                                    |                                    |                                    |  |  |                     |                     |                     |                     |                     |                     |
| |                   |                   |                   |                   |                   |  |  |           |           |           |           |           |           |  |  |                 |                 |                 |                 |                 |                 |  |  |                 |                 |                 |                 |                 |                 |  |  |                                |                                |                                |                                |                                |                                |  |  |                   |                   |                   |                   |                   |                   |  |  |                                    |                                    |                                    |                                    |                                    |                                    |  |  |                     |                     |                     |                     |                     |                     |
| |                   |                   |                   |                   |                   |  |  | Гай Марий | Гай Марий | Гай Марий | Гай Марий | Гай Марий | Гай Марий |  |  | Юлия Старшая    | Юлия Старшая    | Юлия Старшая    | Юлия Старшая    | Юлия Старшая    | Юлия Старшая    |  |  | Юлия Младшая    | Юлия Младшая    | Юлия Младшая    | Юлия Младшая    | Юлия Младшая    | Юлия Младшая    |  |  | Гай Юлий Цезарь (диктатор)     | Гай Юлий Цезарь (диктатор)     | Гай Юлий Цезарь (диктатор)     | Гай Юлий Цезарь (диктатор)     | Гай Юлий Цезарь (диктатор)     | Гай Юлий Цезарь (диктатор)     |  |  |                   |                   |                   |                   |                   |                   |  |  | Марк Антоний (сторонник диктатора) | Марк Антоний (сторонник диктатора) | Марк Антоний (сторонник диктатора) | Марк Антоний (сторонник диктатора) | Марк Антоний (сторонник диктатора) | Марк Антоний (сторонник диктатора) |  |  |                     |                     |                     |                     |                     |                     |

| (?) Секст Юлий Цезарь           |                                 |                                 |                                 |                                 |                                 |  |  |                                        |                                        |                                        |                                        |                                        |                                        |  |  |  |  |  |  |  |  |
|                                 |                                 |                                 |                                 |                                 |                                 |  |  |                                        |                                        |                                        |                                        |                                        |                                        |  |  |  |  |  |  |  |  |
|                                 |                                 |                                 |                                 |                                 |                                 |  |  |                                        |                                        |                                        |                                        |                                        |                                        |  |  |  |  |  |  |  |  |
| Гай Юлий Цезарь (дед диктатора) | Гай Юлий Цезарь (дед диктатора) | Гай Юлий Цезарь (дед диктатора) | Гай Юлий Цезарь (дед диктатора) | Гай Юлий Цезарь (дед диктатора) | Гай Юлий Цезарь (дед диктатора) |  |  | (?) Луций Юлий Цезарь                  | (?) Луций Юлий Цезарь                  | (?) Луций Юлий Цезарь                  | (?) Луций Юлий Цезарь                  | (?) Луций Юлий Цезарь                  | (?) Луций Юлий Цезарь                  |  |  |  |  |  |  |  |  |
| Гай Юлий Цезарь (дед диктатора) | Гай Юлий Цезарь (дед диктатора) | Гай Юлий Цезарь (дед диктатора) | Гай Юлий Цезарь (дед диктатора) | Гай Юлий Цезарь (дед диктатора) | Гай Юлий Цезарь (дед диктатора) |  |  | (?) Луций Юлий Цезарь                  | (?) Луций Юлий Цезарь                  | (?) Луций Юлий Цезарь                  | (?) Луций Юлий Цезарь                  | (?) Луций Юлий Цезарь                  | (?) Луций Юлий Цезарь                  |  |  |  |  |  |  |  |  |
|                                 |                                 |                                 |                                 |                                 |                                 |  |  |                                        |                                        |                                        |                                        |                                        |                                        |  |  |  |  |  |  |  |  |
| Гай Юлий Цезарь Страбон Вописк  | Гай Юлий Цезарь Страбон Вописк  | Гай Юлий Цезарь Страбон Вописк  | Гай Юлий Цезарь Страбон Вописк  | Гай Юлий Цезарь Страбон Вописк  | Гай Юлий Цезарь Страбон Вописк  |  |  | Луций Юлий Цезарь (консул 90 до н. э.) | Луций Юлий Цезарь (консул 90 до н. э.) | Луций Юлий Цезарь (консул 90 до н. э.) | Луций Юлий Цезарь (консул 90 до н. э.) | Луций Юлий Цезарь (консул 90 до н. э.) | Луций Юлий Цезарь (консул 90 до н. э.) |  |  |  |  |  |  |  |  |

|                                             |                                             |                                             |                                             |                                             |                                             |  |  | Луций Юлий Либон (консул 267 до н. э.)  |                                         |                                         |                                         |                                         |                                         |  |  |  |  |  |  |  |  |
|                                             |                                             |                                             |                                             |                                             |                                             |  |  |                                         |                                         |                                         |                                         |                                         |                                         |  |  |  |  |  |  |  |  |
|                                             |                                             |                                             |                                             |                                             |                                             |  |  | Луций Юлий                              |                                         |                                         |                                         |                                         |                                         |  |  |  |  |  |  |  |  |
|                                             |                                             |                                             |                                             |                                             |                                             |  |  |                                         |                                         |                                         |                                         |                                         |                                         |  |  |  |  |  |  |  |  |
|                                             |                                             |                                             |                                             |                                             |                                             |  |  | Секст Юлий Цезарь (претор 208 до н. э.) |                                         |                                         |                                         |                                         |                                         |  |  |  |  |  |  |  |  |
|                                             |                                             |                                             |                                             |                                             |                                             |  |  |                                         |                                         |                                         |                                         |                                         |                                         |  |  |  |  |  |  |  |  |
|                                             |                                             |                                             |                                             |                                             |                                             |  |  |                                         |                                         |                                         |                                         |                                         |                                         |  |  |  |  |  |  |  |  |
| (?) Луций Юлий Цезарь (претор 166 до н. э.) | (?) Луций Юлий Цезарь (претор 166 до н. э.) | (?) Луций Юлий Цезарь (претор 166 до н. э.) | (?) Луций Юлий Цезарь (претор 166 до н. э.) | (?) Луций Юлий Цезарь (претор 166 до н. э.) | (?) Луций Юлий Цезарь (претор 166 до н. э.) |  |  | Секст Юлий Цезарь (консул 157 до н. э.) | Секст Юлий Цезарь (консул 157 до н. э.) | Секст Юлий Цезарь (консул 157 до н. э.) | Секст Юлий Цезарь (консул 157 до н. э.) | Секст Юлий Цезарь (консул 157 до н. э.) | Секст Юлий Цезарь (консул 157 до н. э.) |  |  |  |  |  |  |  |  |
| (?) Луций Юлий Цезарь (претор 166 до н. э.) | (?) Луций Юлий Цезарь (претор 166 до н. э.) | (?) Луций Юлий Цезарь (претор 166 до н. э.) | (?) Луций Юлий Цезарь (претор 166 до н. э.) | (?) Луций Юлий Цезарь (претор 166 до н. э.) | (?) Луций Юлий Цезарь (претор 166 до н. э.) |  |  | Секст Юлий Цезарь (консул 157 до н. э.) | Секст Юлий Цезарь (консул 157 до н. э.) | Секст Юлий Цезарь (консул 157 до н. э.) | Секст Юлий Цезарь (консул 157 до н. э.) | Секст Юлий Цезарь (консул 157 до н. э.) | Секст Юлий Цезарь (консул 157 до н. э.) |  |  |  |  |  |  |  |  |
| Гай Юлий Цезарь (дед диктатора)             | Гай Юлий Цезарь (дед диктатора)             | Гай Юлий Цезарь (дед диктатора)             | Гай Юлий Цезарь (дед диктатора)             | Гай Юлий Цезарь (дед диктатора)             | Гай Юлий Цезарь (дед диктатора)             |  |  | Луций Юлий Цезарь                       | Луций Юлий Цезарь                       | Луций Юлий Цезарь                       | Луций Юлий Цезарь                       | Луций Юлий Цезарь                       | Луций Юлий Цезарь                       |  |  |  |  |  |  |  |  |
| Гай Юлий Цезарь (дед диктатора)             | Гай Юлий Цезарь (дед диктатора)             | Гай Юлий Цезарь (дед диктатора)             | Гай Юлий Цезарь (дед диктатора)             | Гай Юлий Цезарь (дед диктатора)             | Гай Юлий Цезарь (дед диктатора)             |  |  | Луций Юлий Цезарь                       | Луций Юлий Цезарь                       | Луций Юлий Цезарь                       | Луций Юлий Цезарь                       | Луций Юлий Цезарь                       | Луций Юлий Цезарь                       |  |  |  |  |  |  |  |  |
|                                             |                                             |                                             |                                             |                                             |                                             |  |  |                                         |                                         |                                         |                                         |                                         |                                         |  |  |  |  |  |  |  |  |
| Гай Юлий Цезарь Страбон Вописк              | Гай Юлий Цезарь Страбон Вописк              | Гай Юлий Цезарь Страбон Вописк              | Гай Юлий Цезарь Страбон Вописк              | Гай Юлий Цезарь Страбон Вописк              | Гай Юлий Цезарь Страбон Вописк              |  |  | Луций Юлий Цезарь (консул 90 до н. э.)  | Луций Юлий Цезарь (консул 90 до н. э.)  | Луций Юлий Цезарь (консул 90 до н. э.)  | Луций Юлий Цезарь (консул 90 до н. э.)  | Луций Юлий Цезарь (консул 90 до н. э.)  | Луций Юлий Цезарь (консул 90 до н. э.)  |  |  |  |  |  |  |  |  |

| Луций Юлий Цезарь                       |                                         |                                         |                                         |                                         |                                         |  |  |                                                 |                                                 |                                                 |                                                 |                                                 |                                                 |  |  |                                    |                                    |                                    |                                    |                                    |                                    |  |  |  |  |  |  |  |  |  |  |  |  |  |  |
|                                         |                                         |                                         |                                         |                                         |                                         |  |  |                                                 |                                                 |                                                 |                                                 |                                                 |                                                 |  |  |                                    |                                    |                                    |                                    |                                    |                                    |  |  |  |  |  |  |  |  |  |  |  |  |  |  |
|                                         |                                         |                                         |                                         |                                         |                                         |  |  |                                                 |                                                 |                                                 |                                                 |                                                 |                                                 |  |  |                                    |                                    |                                    |                                    |                                    |                                    |  |  |  |  |  |  |  |  |  |  |  |  |  |  |
| Луций Юлий Цезарь (претор 183 до н. э.) | Луций Юлий Цезарь (претор 183 до н. э.) | Луций Юлий Цезарь (претор 183 до н. э.) | Луций Юлий Цезарь (претор 183 до н. э.) | Луций Юлий Цезарь (претор 183 до н. э.) | Луций Юлий Цезарь (претор 183 до н. э.) |  |  | Секст Юлий Цезарь (военный трибун 181 до н. э.) | Секст Юлий Цезарь (военный трибун 181 до н. э.) | Секст Юлий Цезарь (военный трибун 181 до н. э.) | Секст Юлий Цезарь (военный трибун 181 до н. э.) | Секст Юлий Цезарь (военный трибун 181 до н. э.) | Секст Юлий Цезарь (военный трибун 181 до н. э.) |  |  |                                    |                                    |                                    |                                    |                                    |                                    |  |  |  |  |  |  |  |  |  |  |  |  |  |  |
| Луций Юлий Цезарь (претор 183 до н. э.) | Луций Юлий Цезарь (претор 183 до н. э.) | Луций Юлий Цезарь (претор 183 до н. э.) | Луций Юлий Цезарь (претор 183 до н. э.) | Луций Юлий Цезарь (претор 183 до н. э.) | Луций Юлий Цезарь (претор 183 до н. э.) |  |  | Секст Юлий Цезарь (военный трибун 181 до н. э.) | Секст Юлий Цезарь (военный трибун 181 до н. э.) | Секст Юлий Цезарь (военный трибун 181 до н. э.) | Секст Юлий Цезарь (военный трибун 181 до н. э.) | Секст Юлий Цезарь (военный трибун 181 до н. э.) | Секст Юлий Цезарь (военный трибун 181 до н. э.) |  |  |                                    |                                    |                                    |                                    |                                    |                                    |  |  |  |  |  |  |  |  |  |  |  |  |  |  |
|                                         |                                         |                                         |                                         |                                         |                                         |  |  |                                                 |                                                 |                                                 |                                                 |                                                 |                                                 |  |  |                                    |                                    |                                    |                                    |                                    |                                    |  |  |  |  |  |  |  |  |  |  |  |  |  |  |
| Луций Юлий Цезарь (претор 166 до н. э.) | Луций Юлий Цезарь (претор 166 до н. э.) | Луций Юлий Цезарь (претор 166 до н. э.) | Луций Юлий Цезарь (претор 166 до н. э.) | Луций Юлий Цезарь (претор 166 до н. э.) | Луций Юлий Цезарь (претор 166 до н. э.) |  |  | Секст Юлий Цезарь (консул 157 до н. э.)         | Секст Юлий Цезарь (консул 157 до н. э.)         | Секст Юлий Цезарь (консул 157 до н. э.)         | Секст Юлий Цезарь (консул 157 до н. э.)         | Секст Юлий Цезарь (консул 157 до н. э.)         | Секст Юлий Цезарь (консул 157 до н. э.)         |  |  | Гай Юлий Цезарь (прадед диктатора) | Гай Юлий Цезарь (прадед диктатора) | Гай Юлий Цезарь (прадед диктатора) | Гай Юлий Цезарь (прадед диктатора) | Гай Юлий Цезарь (прадед диктатора) | Гай Юлий Цезарь (прадед диктатора) |  |  |  |  |  |  |  |  |  |  |  |  |  |  |
| Луций Юлий Цезарь (претор 166 до н. э.) | Луций Юлий Цезарь (претор 166 до н. э.) | Луций Юлий Цезарь (претор 166 до н. э.) | Луций Юлий Цезарь (претор 166 до н. э.) | Луций Юлий Цезарь (претор 166 до н. э.) | Луций Юлий Цезарь (претор 166 до н. э.) |  |  | Секст Юлий Цезарь (консул 157 до н. э.)         | Секст Юлий Цезарь (консул 157 до н. э.)         | Секст Юлий Цезарь (консул 157 до н. э.)         | Секст Юлий Цезарь (консул 157 до н. э.)         | Секст Юлий Цезарь (консул 157 до н. э.)         | Секст Юлий Цезарь (консул 157 до н. э.)         |  |  | Гай Юлий Цезарь (прадед диктатора) | Гай Юлий Цезарь (прадед диктатора) | Гай Юлий Цезарь (прадед диктатора) | Гай Юлий Цезарь (прадед диктатора) | Гай Юлий Цезарь (прадед диктатора) | Гай Юлий Цезарь (прадед диктатора) |  |  |  |  |  |  |  |  |  |  |  |  |  |  |
|                                         |                                         |                                         |                                         |                                         |                                         |  |  |                                                 |                                                 |                                                 |                                                 |                                                 |                                                 |  |  |                                    |                                    |                                    |                                    |                                    |                                    |  |  |  |  |  |  |  |  |  |  |  |  |  |  |
| Секст Юлий Цезарь (претор 123 до н. э.) | Секст Юлий Цезарь (претор 123 до н. э.) | Секст Юлий Цезарь (претор 123 до н. э.) | Секст Юлий Цезарь (претор 123 до н. э.) | Секст Юлий Цезарь (претор 123 до н. э.) | Секст Юлий Цезарь (претор 123 до н. э.) |  |  | Луций Юлий Цезарь                               | Луций Юлий Цезарь                               | Луций Юлий Цезарь                               | Луций Юлий Цезарь                               | Луций Юлий Цезарь                               | Луций Юлий Цезарь                               |  |  | Гай Юлий Цезарь (дед диктатора)    | Гай Юлий Цезарь (дед диктатора)    | Гай Юлий Цезарь (дед диктатора)    | Гай Юлий Цезарь (дед диктатора)    | Гай Юлий Цезарь (дед диктатора)    | Гай Юлий Цезарь (дед диктатора)    |  |  |  |  |  |  |  |  |  |  |  |  |  |  |
| Секст Юлий Цезарь (претор 123 до н. э.) | Секст Юлий Цезарь (претор 123 до н. э.) | Секст Юлий Цезарь (претор 123 до н. э.) | Секст Юлий Цезарь (претор 123 до н. э.) | Секст Юлий Цезарь (претор 123 до н. э.) | Секст Юлий Цезарь (претор 123 до н. э.) |  |  | Луций Юлий Цезарь                               | Луций Юлий Цезарь                               | Луций Юлий Цезарь                               | Луций Юлий Цезарь                               | Луций Юлий Цезарь                               | Луций Юлий Цезарь                               |  |  | Гай Юлий Цезарь (дед диктатора)    | Гай Юлий Цезарь (дед диктатора)    | Гай Юлий Цезарь (дед диктатора)    | Гай Юлий Цезарь (дед диктатора)    | Гай Юлий Цезарь (дед диктатора)    | Гай Юлий Цезарь (дед диктатора)    |  |  |  |  |  |  |  |  |  |  |  |  |  |  |
|                                         |                                         |                                         |                                         |                                         |                                         |  |  |                                                 |                                                 |                                                 |                                                 |                                                 |                                                 |  |  |                                    |                                    |                                    |                                    |                                    |                                    |  |  |  |  |  |  |  |  |  |  |  |  |  |  |
| Гай Юлий Цезарь Страбон Вописк          | Гай Юлий Цезарь Страбон Вописк          | Гай Юлий Цезарь Страбон Вописк          | Гай Юлий Цезарь Страбон Вописк          | Гай Юлий Цезарь Страбон Вописк          | Гай Юлий Цезарь Страбон Вописк          |  |  | Луций Юлий Цезарь (консул 90 до н. э.)          | Луций Юлий Цезарь (консул 90 до н. э.)          | Луций Юлий Цезарь (консул 90 до н. э.)          | Луций Юлий Цезарь (консул 90 до н. э.)          | Луций Юлий Цезарь (консул 90 до н. э.)          | Луций Юлий Цезарь (консул 90 до н. э.)          |  |  |                                    |                                    |                                    |                                    |                                    |                                    |  |  |  |  |  |  |  |  |  |  |  |  |  |  |

Две ветви Цезарей были зарегистрированы в различных трибах, а к 80-м годам до н. э. они имели и совершенно противоположную политическую ориентацию, ориентируясь на двух враждующих политиков. Цезари из ветви будущего диктатора ориентировались на Гая Мария (его женой стала Юлия, тётя Гая), а Цезари из другой ветви поддержали Суллу. При этом вторая ветвь играла большую роль в общественной жизни, чем та, к которой принадлежал Гай.

## Проблема даты рождения Цезаря
Дата рождения Цезаря остаётся предметом дискуссий для исследователей. Свидетельства источников по этому вопросу разнятся. Сведения большинства античных авторов позволяют датировать рождение диктатора 100-м годом, хотя Евтропий указывает, что во время битвы при Мунде (17 марта 45 года до н. э.) ему было 56 лет. Тацит упоминает, что Цезарь произносил обвинительную речь против Гнея Корнелия Долабеллы в 77 году в возрасте 21 года, но это сообщение иногда считают намеренной ошибкой, вызванной желанием Тацита упомянуть Цезаря в ряду молодых ораторов. Два важных систематических источника о жизни диктатора — его биографии авторства Светония и Плутарха — сохранились не полностью. Светоний же всегда указывал, в каком году родился тот или иной римский правитель.
Причиной расхождений в историографии стало, однако, несоответствие времени занятия Цезарем магистратур известной практике. Хотя текст закона lex Villia annalis, который регламентировал порядок занятия магистратур, не сохранился, его основные положения были реконструированы. Цезарь же занимал все магистратуры раньше нормальной последовательности (cursus honorum) примерно на два года. К этой проблеме привлёк внимание Теодор Моммзен. В своей «Римской истории» он предложил считать датой рождения Цезаря 102 год до н. э.. При этом он доказывал, что большая часть источников ошибалась в указаниях даты рождения диктатора. Немецкий историк также предположил, что цифры LII на денариях, выбитых в начале 49 года, обозначают возраст Цезаря. Кроме того, французский исследователь Жером Каркопино предложил 101 год до н. э., но его версия не пользовалась популярностью за пределами Франции (среди современных исследователей, которые придерживаются этой версии, можно упомянуть, например, Робера Этьена).
Однако впоследствии проблему начали решать не только с помощью перемещения даты рождения диктатора. Так, в начале XX века было высказано предположение, что Цезарь мог получить особое разрешение от сената на досрочное занятие должностей. Долгое время это предположение считалось наиболее правдоподобным, несмотря на высказываемые возражения. Впоследствии было высказано предположение, что Цезарь изначально попадал в класс исключений, позволяющих более ранее занятие магистратур. Ещё одним вариантом объяснения нестыковок стала гипотеза о влиянии венка из дубовых листьев — военной награды, которой Цезаря наградили около 80 года. Наконец, высказывалась мысль, что представители патрицианских родов могли претендовать на магистратуры раньше плебеев.
Вызывает дискуссии и день рождения Гая — 12 либо 13 июля. Первая датировка является более правдоподобной: о четвёртом дне перед идами квинтилия-июля упоминает Макробий в «Сатурналиях». Дион Кассий, однако, рассказывает, что после смерти диктатора дату его рождения перенесли с 13 на 12 июля особым указом триумвиров. С 6 по 13 июля в Риме проходили торжественные игры в честь Аполлона (Ludi Apollinares), а в заключительный день проводились жертвоприношения и прочие религиозные обряды, что делало невозможным празднование дня рождения Цезаря в этот день.
Из современных исследователей в пользу 12 июля высказывается, например, Эрнст Бэдиан, который обращает внимание на отсутствие подтверждений свидетельства Диона Кассия из других источников. Датировка 13 июля наиболее широко распространена в немецкой историографии. Этим же днём датирует рождение Цезаря Эдриан Голсуорси, впрочем, никак не обосновывая свою позицию. В некоторых биографиях Цезаря вовсе дата рождения ограничивается указанием года, или оба варианта указываются в качестве возможных.
Единого мнения о дате рождения Цезаря в историографии, таким образом, нет. Годом его появления на свет чаще всего признаётся 100 до н. э. (во Франции его относят к 101 году до н. э.). Версия Теодора Моммзена о рождении Цезаря в 102 году до н. э. в настоящее время почти не применяется. Днём рождения диктатора одинаково часто считают 12 или 13 июля.

## Назначение жрецом Юпитера, опала при Сулле (середина — конец 80-х до н. э.)
Приблизительно в 85 году до н. э. умер отец Цезаря (по сообщению Плиния Старшего, он умер, наклонившись, чтобы надеть обувь), и молодой Гай остался самым старшим мужчиной в роду.
Не позднее 84 года до н. э. Луций Корнелий Цинна выдвинул молодого Цезаря на должность фламина Юпитера. Веллей Патеркул сообщает, что инициатива исходила от Цинны и Мария, а поскольку последний умер в январе 86 года до н. э., Гая должны были назначить не позднее этого срока. Светоний, впрочем, утверждает, что Цезарь потерял отца на шестнадцатом году (85 год до н. э. по наиболее распространённой датировке рождения Гая; 86 или 87 год до н. э. по альтернативной датировке), а год спустя уже был назначен жрецом.
Почётная должность фламина Юпитера оказалась вакантной после того, как предыдущий жрец Луций Корнелий Мерула в 87 году до н. э. покончил самоубийством, не дожидаясь расправы со стороны политических противников. Действующий фламин Юпитера был связан множеством сакральных ограничений, которые серьёзно ограничивали возможности занятия магистратур. Впрочем, Лили Росс Тэйлор полагает, что инаугурация Цезаря так и не состоялось. По её мнению, великий понтифик Квинт Муций Сцевола (противник Мария и Цинны), отказался проводить церемонию возведения Гая в должность. Эрнст Бэдиан, впрочем, отстаивает позицию, что Цезарь всё же был введён в должность. Для вступления в должность ему требовалось сперва жениться старинным обрядом confarreatio, и Цинна предложил Гаю свою дочь Корнелию. К этому времени Цезарь уже был помолвлен с Коссуцией из богатой всаднической семьи, и помолвку пришлось расторгнуть. Плутарх, однако, косвенно свидетельствует, что Цезарь уже был женат на Коссуции, говоря о трёх жёнах Гая к 67 году до н. э., но однажды разведённый человек уже не мог стать фламином Юпитера, поэтому версия Плутарха наверняка ошибочна.
Как правило, назначение Цезаря рассматривается в историографии как непреодолимое препятствие на пути его политической карьеры. Впрочем, существует и противоположная точка зрения: занятие столь почётной должности было хорошей возможностью укрепить авторитет древнего рода для этой ветви Цезарей, далеко не все представители которой добивались высшей магистратуры консула.
Поскольку Цезарь готовился к занятию жреческой должности со множеством сакральных ограничений, он, вероятно, не участвовал в политических событиях второй половины 80-х годов и, прежде всего, в гражданской войне 83-82 годов до н. э. Сторонники уже погибшего Цинны потерпели в этой войне поражение, и к власти в Риме пришёл Луций Корнелий Сулла. Если назначение Цезаря фламином действительно имело место, Сулла отменил его вместе с остальными распоряжениями Цинны.

Занятый вначале многочисленными убийствами и неотложными делами, Сулла не обращал на Цезаря внимания, но тот, не довольствуясь этим, выступил публично, добиваясь жреческой должности, хотя сам едва достиг юношеского возраста. Сулла воспротивился этому и сделал так, что Цезарь потерпел неудачу. Он намеревался даже уничтожить Цезаря и, когда ему говорили, что бессмысленно убивать такого мальчишку, ответил: «Вы ничего не понимаете, если не видите, что в этом мальчишке — много Мариев».— Плутарх. Цезарь, 1; перевод Г. А. Стратановского и К. П. Лампсакова
Источники сообщают о том, что Сулла потребовал от Цезаря развестись с Корнелией, однако тот решительно отказался. Возможно, Сулла имел свои планы для Цезаря и намеревался организовать новый брак для юноши из старой патрицианской семьи. После отказа Цезарь, согласно наиболее распространённой версии, бежал из Рима, опасаясь, что его могут внести в проскрипционные списки и казнить без суда. Однако благодаря вмешательству влиятельных родственников по линии матери, а также жриц-весталок диктатор прекратил преследование Гая.

## Первое пребывание на Востоке (конец 80-х — начало 70-х до н. э.)
Не имея возможности оставаться в Риме и Италии, Цезарь направился в провинцию Азия, где сравнительно недавно (около десяти лет назад) его отец был наместником. Как замечает Лили Росс Тэйлор, Цезарь также мог отправиться в Испанию, где марианцы во главе с Квинтом Серторием с переменным успехом вели войну против новой власти, однако Гай уплыл на Восток, где со времён Первой Митридатовой войны находилось много людей, верных Сулле. Вскоре Цезарь примкнул к свите Марка Минуция Терма, управлявшего провинцией Азия, и стал одним из его контуберналов — детей сенаторов и молодых всадников, обучавшихся военному делу и провинциальному управлению под надзором действующего магистрата.
Сперва Терм поручил молодому патрицию переговоры с царём Вифинии Никомедом IV. Цезарь должен был убедить царя передать в распоряжение Терма часть своего флота, чтобы наместник смог захватить город Митилены на Лесбосе, не признававший итогов Первой Митридатовой войны и сопротивлявшийся римлянам.
После успешного выполнения этого поручения Терм направил войска против Митилен, и вскоре римляне взяли город. После битвы Цезарь был удостоен гражданской короны (лат. corona civica) — почётной военной награды, которая полагалась за спасение жизни римского гражданина. После взятия Митилен кампания на Лесбосе была завершена.
После взятия Митилен Терм сложил свои полномочия, и Цезарь отправился в Киликию к наместнику Публию Сервилию Ватии, который организовывал военную кампанию против пиратов. Однако когда в 78 году до н. э. из Италии пришли известия о смерти Суллы, Цезарь немедленно вернулся в Рим.

## Деятельность после смерти Суллы (ок. 78 до н. э.)
Почти одновременно с возвращением Цезаря в Рим консул Марк Эмилий Лепид попытался поднять италиков на восстание с целью отмены законов Суллы. Для привлечения на свою сторону населения Италии Лепид пообещал вернуть владельцам землю, которую Сулла конфисковал и разделил в пользу своих ветеранов. По сообщению Светония, Лепид приглашал Цезарю присоединиться, но Гай отказался. Вскоре Лепид потерпел поражение, а его отряды переправились в Испанию, где приняли активное участие в Серторианской войне.
В 77 году до н. э. Цезарь привлёк к суду сулланца Гнея Корнелия Долабеллу по обвинению в вымогательствах во время наместничества в Македонии (quaestio de repetundis). Долабелла был оправдан после того, как в его поддержку выступили крупнейшие судебные ораторы. Произнесённая Цезарем обвинительная речь оказалась настолько удачной, что ещё долго распространялась в рукописных копиях и была известна Публию Корнелию Тациту и Авлу Геллию. В 76 году до н. э. Гай начал судебное преследование другого сулланца, Гая Антония Гибриды, однако тот запросил защиту у народных трибунов, и суд не состоялся.
Решение Цезаря начать громкие судебные процессы над известными политиками не было случайным. В начале I века до н. э. привлечение политиков за злоупотребления стало широко использоваться молодыми римлянами, получившими хорошую риторическую подготовку, в качестве способа заявить о своих политических амбициях. Вскоре после неудачи процесса над Антонием Цезарь отправился совершенствовать своё ораторское мастерство на Родос к известному ритору Аполлонию Молону — наставнику Цицерона.

## Второе пребывание на Востоке (середина 70-х до н. э.)
Во время путешествия Цезаря захватили в плен пираты, давно промышлявшие в Восточном Средиземноморье. Юлия удерживали на небольшом острове Фармакусса (современное название — Фармакониси) в Додеканесском архипелаге. Лили Росс Тэйлор и С. Л. Утченко интерпретируют свидетельства источников в пользу пленения на пути из Родоса; Эрнст Бэдиан полагает, что пираты захватили Цезаря на пути к этому острову.
Пираты потребовали крупный выкуп в 50 талантов (300 тысяч римских денариев). Версия Плутарха, будто Цезарь по собственной инициативе увеличил сумму выкупа с 20 талантов до 50, наверняка неправдоподобна.

Тридцать восемь дней пробыл он у пиратов, ведя себя так, как если бы они были его телохранителями, а не он их пленником, и без малейшего страха забавлялся и шутил с ними. Он писал поэмы и речи, декламировал их пиратам и тех, кто не выражал своего восхищения, называл в лицо неучами и варварами, часто со смехом угрожая повесить их. Те же охотно выслушивали эти вольные речи, видя в них проявление благодушия и шутливости. Однако, как только прибыли выкупные деньги из Милета и Цезарь, выплатив их, был освобождён, он тотчас снарядил корабли и вышел из милетской гавани против пиратов. Он застал их ещё стоящими на якоре у острова и захватил в плен большую часть из них.
— Плутарх. Цезарь, 2
После захвата пиратов Цезарь просил нового наместника Азии Марка Юнка судить и наказать их, но тот отказался. После этого Гай сам организовал казнь пиратов — они были распяты на крестах. Светоний добавляет некоторые подробности казни как иллюстрацию мягкости характера Цезаря: «Пиратам, у которых он был в плену, он поклялся, что они у него умрут на кресте, но когда он их захватил, то приказал сперва их заколоть и лишь потом распять». В любом случае, у Цезаря не было каких-либо полномочий проводить казнь. Есть и другие сомнения в правдивости рассказа (по крайней мере, в том виде, в котором его сохранили Светоний и Плутарх). С. Л. Утченко выражает сомнение, что молодой Гай, всё ещё не достигший ни одной магистратуры, всё же сумел собрать крупную сумму для выкупа в кратчайшие сроки, а Эрнст Бэдиан находит странным, что азиатские города оказали Цезарю ещё и поддержку для захвата пиратов, несмотря на полное бездействи провинциальной администрации в этом вопросе.
Известно также, что во время повторного пребывания на Востоке Цезарь ещё раз посетил вифинского царя Никомеда.
Когда в 74 году до н. э. понтийский царь Митридат VI начал новую войну с Римом, Азия подверглась атаке отрядов царя. Цезарь покинул Родос и собрал в городах провинции вспомогательные войска и изгнал посланников Митридата, чем обеспечил верность Риму колеблющихся городов. Возможно, биографы диктатора преувеличили роль Цезаря, не обладавшего на тот момент навыками полководца, в изгнании авангардных отрядов и агентов Митридата, но факт определённых его успехов не оспаривается. Вскоре Цезарь покинул Азию и вернулся в Рим.
Основываясь на одной греческой надписи, упоминающей некоего Гая Юлия, Лили Росс Тейлор и Томас Броутон предполагают, что незадолго до 73 года до н. э. или вскоре после этой даты Цезарь принял участие в кампании Марка Антония Кретика против пиратов в качестве легата. Эрнст Бэдиан возражает, что биографы Цезаря не упустили бы случая рассказать о ещё одной военной операции с участием будущего диктатора. По его мнению, с Антонием находился другой Гай Юлий. Этим другим Гаем может быть тот Юлий, что принял активное участие в заговоре Катилины.

## Цезарь в Риме. Занятие первых должностей (73-69 годы до н. э.)
В 74 или 73 году до н. э. Цезарь стал членом коллегии понтификов. Понтифики, среди которых было немало сторонников Суллы, кооптировали молодого Гая на место, освободившееся после смерти Гая Аврелия Котты — дяди Цезаря. Скорее всего, это произошло после возвращения Цезаря в Рим, хотя по свидетельству Веллея Патеркула, Цезаря кооптировали в его отсутствие, то есть до прибытия в город. Место в коллегии понтификов считалось престижным и, в отличие от жреца Юпитера, понтифики не были обременены многочисленными религиозными запретами. Ричард Биллоуз полагает, что кооптация в коллегию была свидетельством заметного положения Цезаря, поскольку многим именитым политикам приходилось долго ждать для избрания в жреческие коллегии. Напротив, Эрик Грюн отмечает, что в коллегию чаще всего на место умерших понтификов кооптировали именно их родственников, хотя избрание в отсутствие кандидата было необычным. Эдриан Голдсуорси полагает, что Цезаря по крайней мере не считали опасным радикалом для столь традиционного института.
Поскольку Цезарь был патрицием, он не мог претендовать на должность плебейского трибуна, однако ему удалось добиться избрания в военные трибуны. Избрание на эту должность происходило не в центуриатных комициях, а в трибутных. Год трибуната Цезаря неизвестен: разные исследователи называют 71, 72 и 73 годы до н. э., но наиболее вероятна одна из двух первых дат. Став трибуном, Цезарь получил назначение в один из первых четырёх легионов. О его действиях в этой должности ничего не известно, хотя как раз в конце 70-х годов в Италии шло восстание Спартака. В то же время известно о том, что Цезарь участвовал в политических дискуссиях: он открыто выступил за полное восстановление прав плебейских трибунов и за амнистию последователей Лепида, перебравшихся в Испанию.
В 70 году до н. э. Цезаря избрали квестором на следующий год. По жребию он получил назначение в Дальнюю Испанию.

## Комментарии
1. ↑  Некоторые исследователи указывали на то, что буквы LII могут иметь и другое значение — например, Imperator ITerum (если перевернуть монету); кроме того, монета могла быть отчеканена и в другое время[17]
2. ↑  Макробий. Сатурналии, 1, 12, 34. Цитата: «Затем следует месяц июль, который, хотя он согласно порядку месяцев у Ромула назывался по счёту квинтилием <…> Но потом он был назван июлем в честь диктатора Юлия Цезаря, когда консул Марк Антоний, сын Марка, внёс закон, чтобы в этот месяц за четыре дня до квинтилиевых ид был объявлен месяц июль» (перевод В. Т. Звиревича)
3. ↑  Плутарх. Цезарь, 1. Цитата: «Когда Сулла захватил власть, он не смог ни угрозами, ни обещаниями побудить Цезаря к разводу с Корнелией, дочерью Цинны, бывшего одно время единоличным властителем Рима; поэтому Сулла конфисковал приданое Корнелии. Причиной же ненависти Суллы к Цезарю было родство последнего с Марием, ибо Марий Старший был женат на Юлии, тётке Цезаря; от этого брака родился Марий Младший, который был, следовательно, двоюродным братом Цезаря».
4. ↑  Светоний. Божественный Юлий, 1. Цитата: «Диктатор Сулла никакими средствами не мог добиться, чтобы он развелся с нею [Корнелией]. Поэтому, лишённый и жреческого сана, и жениного приданого, и родового наследства, он был причислен к противникам диктатора и даже вынужден скрываться».
5. ↑  Гражданская корона предоставляла своему обладателю ряд привилегий. Во-первых, сенаторы должны были вставать, когда обладатель награды входил в римскую курию; во-вторых, награждённому было позволено носить эту награду на общественных мероприятиях. Известно также, что после битвы при Каннах в опустевший сенат были включены в том числе и обладатели этой награды. Возможно, при Сулле, расширившем сенат вдвое, эта процедура была повторена[30][33].